# Ludovico Lazzarelli
Ludovico Lazzarelli (San Severino Marche, 4 febbraio 1447 – San Severino Marche, 23 giugno 1500) è stato un poeta e filosofo italiano, degli inizi del Rinascimento.

## Biografia
Il documento più importante per ricostruire la vita di Lazzarelli è Vita Lodovici Lazzarelli Septempedani poetae laureati per Philippum fratrem ad Angelum Colotium scritto dal fratello Filippo subito dopo la morte di Ludovico, e indirizzato all'umanista Angelo Colocci.
Nato a San Severino Marche, nell'odierna provincia di Macerata, Ludovico Lazzarelli fu educato e visse a Campli, in Abruzzo, dove frequentò la biblioteca del Convento di San Bernardino da Siena, che egli cita nella sua opera i Fasti Christianae Religionis, un lungo poema di ispirazione cristiana.
All'età di 13 anni Ludovico ricevette da Alessandro Sforza, signore di Pesaro, un premio per un poema da lui scritto sulla battaglia di San Flaviano del 1460.
Egli ebbe contatti con i più importanti studiosi dell'epoca e fu seguace dell'ermetismo. Nel 1482 Lazzarelli raccolse il Pimander di Marsilio Ficino, l'Asclepio e tre trattati sull'ermetismo realizzando una versione che ampliava il corpus dei testi ermetici precedentemente tradotti dal Ficino, che poi divenne noto come Corpus Hermeticum.
Il primo studioso sistematico del semi sconosciuto Ludovico Lazzarelli è stato Nicola Tenerelli dell'Università di Bari - nella sua Tesi di Ricerca del 1989, suggerita dalla storica della filosofia Ada Lamacchia -; attraverso manoscritti coevi inediti, veniva scoperta la reale data di nascita del filosofo (per Garin e gli altri tre anni più giovane); si evinceva che Lazzarelli fosse stato nascostamente un mago-ermetista; che avesse ritrovato e tradotto l'ultima parte del Corpus Hermeticum (l'Asclepius attribuito ad Apuleio e le Definitiones Asclepii ignote a Ficino); che, con buona probabilità, avesse conosciuto Pico della Mirandola in quel momento diciottenne. Lazzarelli per evitare di incappare in un'accusa di stregoneria o eresia si mosse sempre nell'ombra: solo alla sua morte gli fu ritrovato, cucito addosso, il testo del testamento di Ermete Trismegisto (Tabula Smaragdina).

## Opere
Fu autore di opere a carattere ermetico come il Crater Hermetis (composto tra il 1486 e il 1494), in sintonia con il sincretismo religioso dei suoi tempi e in anticipo sulla filosofia di Pico, con la fusione di Cabala e Cristianesimo, ma anche di poemetti a carattere allegorico come l'Inno a Prometeo o didascalico-allegorici come il Bombyx.
- De apparatu Patavini hastiludii (ed. a stampa Padova 1629);
- De gentilium deorum imaginibus, dedicato prima a Borso d'Este, 1471 poi a Federico da Montefeltro (edito a cura di W.J. O'Neal, Lewiston, NY, 1997);
- Fasti Christianae religionis, con mss dedicati al pontefice Sisto IV, 1480, poi al re di Napoli Ferrante d'Aragona e infine al re di Francia Carlo VIII (edito a cura di M. Bertolini, Napoli 1991);
- Epistola Enoch (edita a cura di M. Brini, in Testi umanistici sull'ermetismo, Roma 1955, pp. 34–50;
- la traduzione delle Diffinitiones Asclepii[3];
- De bombyce (ed. a stampa a cura di G.F. Lancellotti, Aesii 1765)[4];
- Crater Hermetis edito in Pimander Mercurii Trismegisti liber de sapientia et potestate Dei. Asclepius eiusdem Mercurii liber de voluntate divina. Item Crater Hermetis a Lazarelo Septempedano, Parisiis 1505[5];
- Vademecum (edito a cura di M. Brini, in Testi umanistici sull'ermetismo, Roma 1955, pp. 75–77).
- Un carme per la morte della duchessa d'Atri (conservato nel ms. 598 della Biblioteca del Seminario di Padova;
- Carmen bucolicum (Biblioteca universitaria di Breslavia, Milich Collection, ms. VIII.18);
- carmi di occasione (tra cui i versi che gli valsero l'incoronazione) (Biblioteca nazionale di Napoli, ms. V. E. 59);
- epigrammi sullo Pseudo Dionigi l'Areopagita (Walters Art Gallery di Baltimora, ms. W.344).